# Mlake, Metlika
Mlake este o localitate din comuna Metlika, Slovenia, cu o populație de 14 locuitori.